# Tháp Khương Mỹ

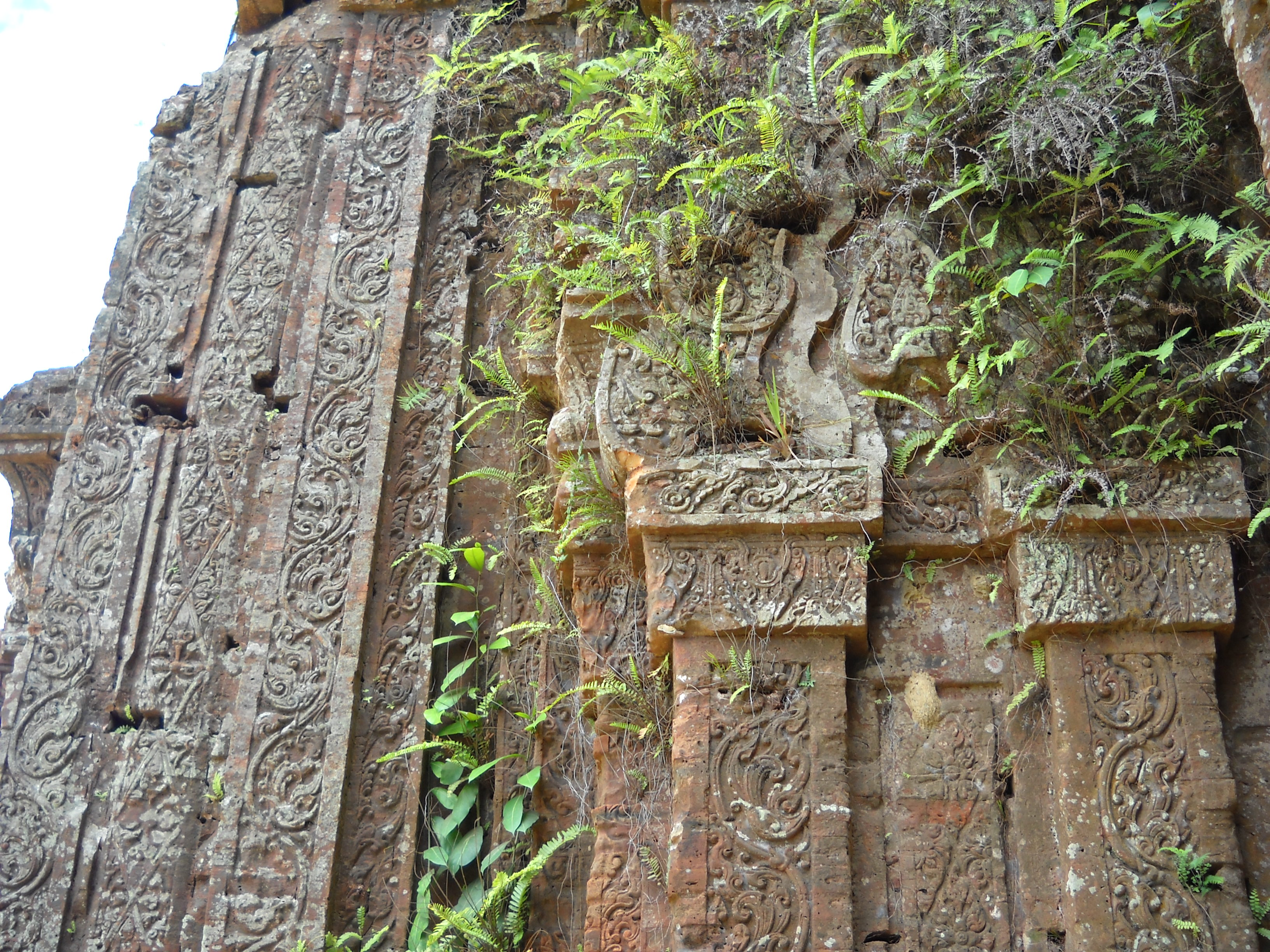
Hoa văn trang trí tại thân tháp

Tháp Khương Mỹ là di tích văn hóa Chăm pa còn sót lại thuộc thôn 4 (Khương Mỹ), xã Tam Xuân I, huyện Núi Thành, tỉnh Quảng Nam. Khu tháp nằm cách Quốc lộ 1 (đoạn đường tránh Thành phố Tam Kỳ) khoảng 200 m về phía tây theo hướng từ thành phố Tam Kỳ vào .

## Tổng quan
Nhóm tháp Khương Mỹ gồm 3 công trình kiến trúc xếp thành hàng ngang theo trục Bắc-Nam. Đây là kiểu tháp Champa truyền thống với mặt bằng gần vuông, cửa ra vào ở hướng đông, mái tháp gồm 3 tầng, tầng trên là hình ảnh thu nhỏ của tầng dưới, trên cùng có chóp tháp bằng sa thạch. Mỗi tháp có một cửa ra vào và 5 cửa giả . Vòm cuốn trên các cửa uốn hình vòng cung, trang trí hoa văn thảo mộc cách điệu, đầu lá uốn cong xoắn xuýt, lá xếp thành nhiều tầng, thu nhỏ dần lên trên, phần đỉnh của mỗi vòm cuốn là một tổ hợp cành lá uốn thành hình lá đề. Trên mỗi mặt tường có 5 trụ ốp tường trang trí hoa văn thảo mộc cuộn thành những chữ S nối tiếp nhau, xen kẽ với các mảng tường trang trí hình thoi nối tiếp nhau từ chân đến đỉnh tường.

## Kiến trúc
Nhóm Khương Mỹ gồm có 3 tháp, cửa ra vào ở hướng Đông, là kiểu tháp Champa truyền thống với mặt bằng gần vuông, mái tháp gồm 3 tầng, tầng trên là hình ảnh thu nhỏ của tầng dưới, trên cùng có chóp tháp bằng sa thạch.

## Điêu khắc
Tại Khương Mỹ, vào năm 1918, các nhà khảo cổ người Pháp đã tìm thấy một thành bậc cấp bằng sa thạch có chạm cảnh hai người đang đấu vật, trong đó gương mặt của người ở bên phải rất dữ tợn, miệng có răng nanh; một số nhà nghiên cứu cho rằng đây là trích đoạn cảnh chiến đấu của Rama và quỷ vương Ravana trong trường ca Ramayana.
Được sự cho phép của Bộ Văn hóa Thể thao Du lịch, đầu tháng 7 - 2007, Trung tâm Bảo tồn Di Tích tỉnh Quảng Nam đã phối hợp với khoa Sử Trường Đại học Khoa học Xã hội & Nhân văn Hà Nội tiến hành khai quật phát lộ chân tháp Khương Mỹ để chuẩn bị cho việc tu bổ di tích.
Do tìm thấy nhiều tác phẩm điêu khắc mang tính chất Vishnu giáo, lại vắng bóng Siva và Brahma, nên một số nhà nghiên cứu cho rằng Khương Mỹ là một khu đền thờ thần Vishnu. Tuy một số lượng tác phẩm điêu khắc ở Khương Mỹ không nhiều, nhưng chúng thể hiện được sự chuyển tiếp từ những nét mạng mẽ, dữ dội của phong cách Đồng Dương sang những nét nhẹ nhàng, trang nhã của phong cách Trà Kiệu, do đó các nhà nghiên cứu đã xếp chúng vào phong cách riêng: Phong cách Khương Mỹ - đầu thế kỷ X .